# Constance Ier de Constantinople

Constance Ier de Constantinople (en grec : Κωνστάντιος Α΄ Κωνσταντινουπόλεως, 1770 Constantinople - 5 janvier 1859 (julien) Constantinople, Empire ottoman) est patriarche de Constantinople du 6 juillet 1830 au 18 août 1834.
Né à Constantinople, il fait ses études à l'École patriarcale, à Iași et à Kiev. En 1805, il est élu archevêque du Sinaï, un poste qu'il occupe jusqu'à son élection au patriarcat œcuménique en 1830. Il démissionne en 1834, retrouve son siège d'archevêque du Sinaï et travaille sur l'étude et l'écriture jusqu'à sa mort en 1859. Il est enterré au monastère de Baloukli, et ses restes sont transportés en 1865 au Monastère Sainte-Catherine du Sinaï.

## Source
- (el)« Constance Ier », Patriarcat Œcuménique (consulté le 11 février 2013)